# Hypnodendron spininervium
Hypnodendron spininervium là một loài Rêu trong họ Hypnodendraceae. Loài này được (Hook.) A. Jaeger & Sauerb. mô tả khoa học đầu tiên năm 1880.